# Concert at SUNTORY HALL
『Concert at SUNTORY HALL』（コンサート・アット・サントリーホール）は、山崎まさよし通算4枚目のライブ・アルバム。2011年9月28日発売。制作はNAYUTAWAVE RECORDS、発売・販売元はユニバーサルミュージック合同会社。規格品番はUPCH-20257/8。同時に発売された同名タイトルの映像作品（規格品番：UPBH-20074）についても本項で取り扱う。（同タイトルBlu-rayは2012年5月23日発売）

## 解説

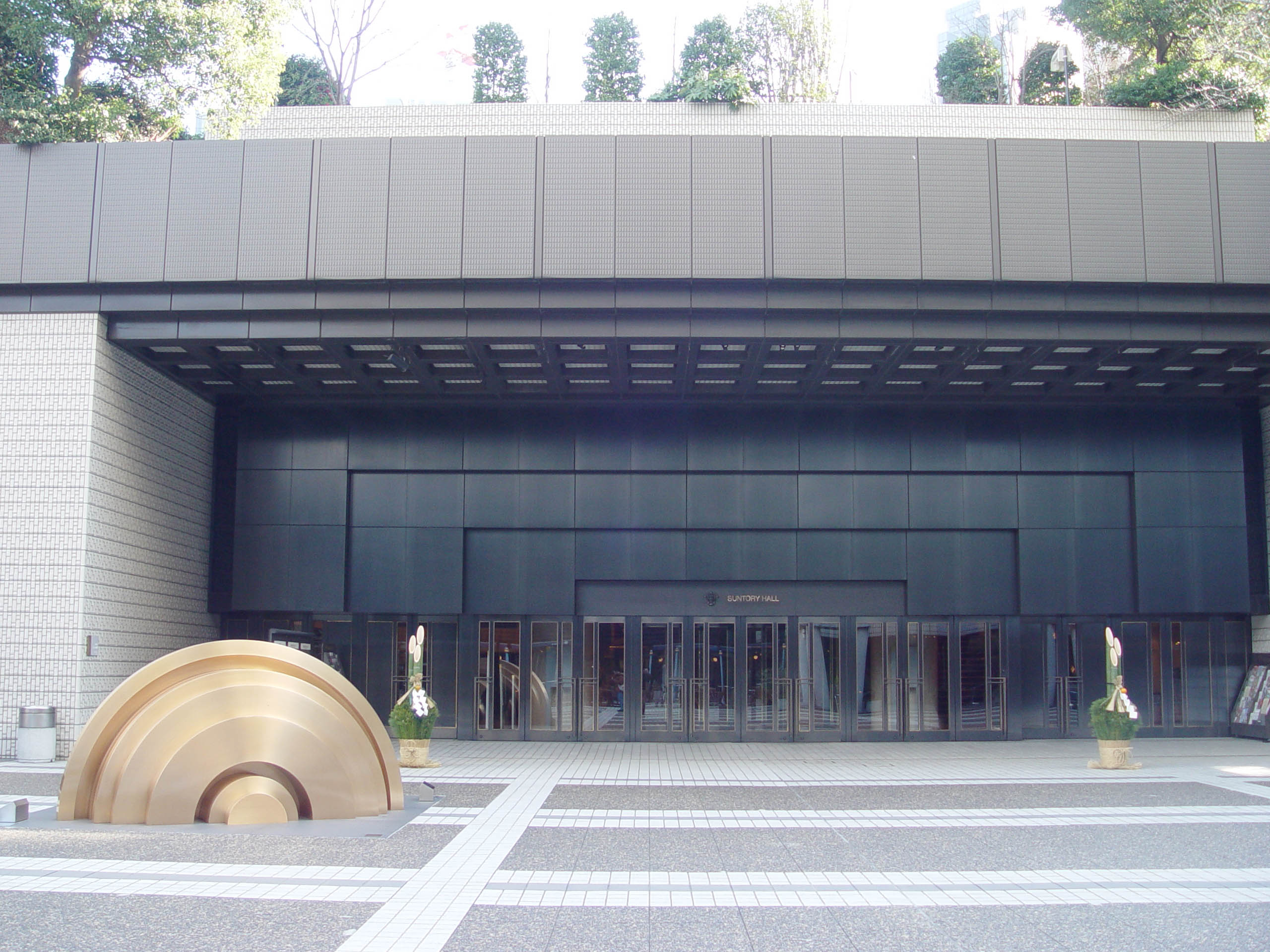
会場のサントリーホール

歌手デビュー10周年を迎えた2005年暮れに開催され、翌年2006年3月に音源化された『WITH STRINGS』（UPCH-1483/4）以来5年半ぶりとなるライブ・アルバム。サントリーホール（東京都港区赤坂、同施設大ホール）にて、2011年4月5日と6日の2日間のみ行われたコンサート「YAMAZAKI MASAYOSHI Concert at SUNTORY HALL」を音源化及び映像化したものである。コンサートはメジャーレーベルからの歌手デビュー15周年記念企画として行われ、10周年時と同様に音楽家の服部隆之を指揮者としたラッシュ・オーケストラ楽団を迎えて開催された。
アルバムの選曲は4月5日公演、6日公演から選りすぐったベスト・テイク集となっている。映像作品は4月6日公演を収録したものである。どちらも歌われたすべての曲を収録している。前述のとおりライブ・アルバムは5年半ぶりであるが、ライブの単独映像ソフト化は、ファンクラブ内限定発売のものを除くと『ONE KNIGHT STANDS on films』（歌手デビュー5周年記念作品、UPBH-1005/6）以来およそ11年ぶりとなった。CDは、ライブ・アルバムでは山崎まさよしにとって初めて高品質のSHM-CD仕様である。また映像作品は、こちらも山崎まさよしにとって初めてとなるドルビーデジタル5.0chサラウンドで収録されている。本作から約一ヶ月後には、2010年から2011年にかけて行われたワンマン・ライブを映像ソフト化した『ONE KNIGHT STANDS 2010-2011 on films』（UPBH-20078/9）も発売された。
発売当時、芸能事務所のオンライン・ショップでCDとDVDを同時購入すると、それらをまとめて収納出来るモスバートンのボックスが付与される特典があった。前ライブ・アルバムや前スタジオ・アルバム（2010年10月27日発売『HOBO's MUSIC』、UPCH-20207）に引き続き、ディスクジャケットには本人の肖像が使用されていない。発売当時の商品パッケージ内には、同年11月から開催の「YAMAZAKI MASAYOSHI STANDING TOUR 2001」と12月開催の「YAMAZAKI MASAYOSHI 2011 総決算！ライブ」スケジュール一覧が掲載されたフライヤーが封入された。

## 演奏
- 山崎まさよし：ボーカル、ギター
- 中村キタロー：ベース
- 江川ゲンタ：ドラムス
- 服部隆之：指揮
- 加藤高志＆ラッシュ・オーケストラ楽団：オーケストラ
  - RUSH by TAKASHI KATO：ストリングス
  - 高桑英世：フルート
  - 庄司さとし：オーボエ
  - ボブ・ザング：サックス、クラリネット
  - 紺野紗衣：ピアノ

## 収録曲

### CD
- 全曲作詞・作曲: 山崎将義

| Disc   | Track | 曲名                  | 演奏時間 |
| Disc 1 | 01    | あじさい              | 5分9秒   |
| Disc 1 | 02    | アドレナリン          | 4分39秒  |
| Disc 1 | 03    | ぼくのオンリー ワン   | 3分57秒  |
| Disc 1 | 04    | 星に願いを            | 4分29秒  |
| Disc 1 | 05    | 追憶                  | 4分36秒  |
| Disc 1 | 06    | ルナちっく            | 3分40秒  |
| Disc 1 | 07    | ふたりでPARISに行こう | 6分19秒  |
| Disc 1 | 08    | ソノラマ              | 5分36秒  |
| Disc 1 | 09    | やわらかい月          | 4分10秒  |
| Disc   | Track | 曲名                  | 演奏時間 |
| Disc 2 | 01    | 心拍数                | 5分25秒  |
| Disc 2 | 02    | 津軽海峡・冬景色      | 1分41秒  |
| Disc 2 | 03    | Fat Mama              | 4分10秒  |
| Disc 2 | 04    | 審判の日              | 6分21秒  |
| Disc 2 | 05    | ヤサ男の夢〜昼休み    | 6分57秒  |
| Disc 2 | 06    | I'm Sorry             | 4分38秒  |
| Disc 2 | 07    | 花火                  | 4分37秒  |
| Disc 2 | 08    | Georgia on my mind    | 4分28秒  |
| Disc 2 | 09    | 僕はここにいる        | 6分6秒   |

- 津軽海峡・冬景色 - 作詞: 阿久悠、作曲: 三木たかし
- Georgia on my mind - 作詞: ステュアート・ゴレル、作曲: ホーギー・カーマイケル

### DVD
| Disc   | Track | 曲名                  |
| Disc 1 | 01    | あじさい              |
| Disc 1 | 02    | アドレナリン          |
| Disc 1 | 03    | ぼくのオンリー ワン   |
| Disc 1 | 04    | 星に願いを            |
| Disc 1 | 05    | 追憶                  |
| Disc 1 | 06    | ルナちっく            |
| Disc 1 | 07    | ふたりでPARISに行こう |
| Disc 1 | 08    | ソノラマ              |
| Disc 1 | 09    | やわらかい月          |
| Disc 1 | 10    | 心拍数                |
| Disc 1 | 11    | 津軽海峡・冬景色      |
| Disc 1 | 12    | Fat Mama              |
| Disc 1 | 13    | 審判の日              |
| Disc 1 | 14    | ヤサ男の夢〜昼休み    |
| Disc 1 | 15    | I'm Sorry             |
| Disc 1 | 16    | 花火                  |
| Disc 1 | 17    | Georgia on my mind    |
| Disc 1 | 18    | 僕はここにいる        |

## 関連作品
DVDのトラックナンバー参照のこと
- アレルギーの特効薬 - M-10
- ステレオ - M-7
- HOME - M-2・12・14
- ステレオ2 - M-1・4
- ドミノ - M-8・18
- SHEEP - M-9・13
- BLUE PERIOD -  M-2・9・10・18
- IN MY HOUSE - M-5
- HOBO's MUSIC - M-3・6・15・16

## 公演日程
|   | 日程       | 公演会場         |
| 1 | 2011.04.05 | サントリーホール |
| 2 | 2011.04.06 | サントリーホール |